# Mount Beck
Mount Beck ist ein teilweise schneebedeckter Berg im ostantarktischen Mac-Robertson-Land. Er ragt 3 km südwestlich der Taylor-Plattform in den Prince Charles Mountains auf.
Kartiert wurde er anhand von Luftaufnahmen, die zwischen 1956 und 1960 bei den Australian National Antarctic Research Expeditions entstanden. Das Antarctic Names Committee of Australia (ANCA) benannte es nach John W. Beck, Hilfskoch auf der Mawson-Station im Jahr 1964 und Lagerist auf der Wilkes-Station im Jahr 1966.